# Convoi PQ 4
Le convoi PQ 4 est le nom de code d'un convoi allié durant la Seconde Guerre mondiale. Les Alliés cherchaient à ravitailler l'URSS qui combattait leur ennemi commun, le Troisième Reich. Les convois de l'Arctique, organisés de 1941 à 1945, avaient pour destination le port d'Arkhangelsk, l'été, et Mourmansk, l'hiver, via l'Islande et l'océan Arctique, effectuant un voyage périlleux dans des eaux parmi les plus hostiles du monde.
Il part de Hvalfjörður en Islande le 17 novembre 1941 et arrive à Arkhangelsk en URSS le 28 novembre 1941.

## Composition du convoi
Ce convoi est constitué de 8 cargos :
- Royaume-Uni : 3 cargos (Dan-Y-Bryn, Empire Meteor, Eulima)
- Union soviétique : 5 cargos (Alma Ata, Budenni, Mossovet, Rodina et Sukhona)

| Nom                  | Nationalité      | Tonnage (GRT) | Notes            |
| -------------------- | ---------------- | ------------- | ---------------- |
| Alma Ata (1920)      | Union Soviétique | 3 611         |                  |
| Budenni (1923)       | Union Soviétique | 2 482         |                  |
| Dan-Y-Bryn (1940)    | Royaume-Uni      | 5 117         | Navire Commodore |
| Empire Meteor (1940) | Royaume-Uni      | 7 457         |                  |
| Eulima (1937)        | Royaume-Uni      | 6 207         |                  |
| Mossovet (1935)      | Union Soviétique | 2 981         |                  |
| Rodina (1922)        | Union Soviétique | 4 441         |                  |
| Sukhona (1918)       | Union Soviétique | 3 124         |                  |

## L'escorte
L'escorte varie au cours de la traversée. Une escorte principale reste tout au long du voyage.
Ce convoi est escorté au départ par :
- 2 chalutiers anti-sous-marins : HMS Bute et HMS Stella Capella

| Nom                        | Nationalité | Type                       | Notes                   |
| -------------------------- | ----------- | -------------------------- | ----------------------- |
| HMS Berwick (65)           | Royal Navy  | Croiseur lourd             | Escorte 25 Nov - 27 Nov |
| HMT Bute (T168)            | Royal Navy  | Chalutier anti-sous-marins | Escorte 17 Nov - 27 Nov |
| HMS Gossamer (J63)         | Royal Navy  | Dragueur de mines          | Escorte 27 Nov - 28 Nov |
| HMS Offa (G29)             | Royal Navy  | Destroyer                  | Escorte 25 Nov - 27 Nov |
| HMS Onslow (G17)           | Royal Navy  | Destroyer                  | Escorte 25 Nov - 27 Nov |
| HMS Seagull (J85)          | Royal Navy  | Dragueur de mines          | Escorte 27 Nov - 28 Nov |
| HMS Speedy (J17)           | Royal Navy  | Dragueur de mines          | Escorte 27 Nov - 28 Nov |
| HMT Stella Capella (FY107) | Royal Navy  | Chalutier anti-sous-marins | Escorte 17 Nov - 27 Nov |

## Le voyage

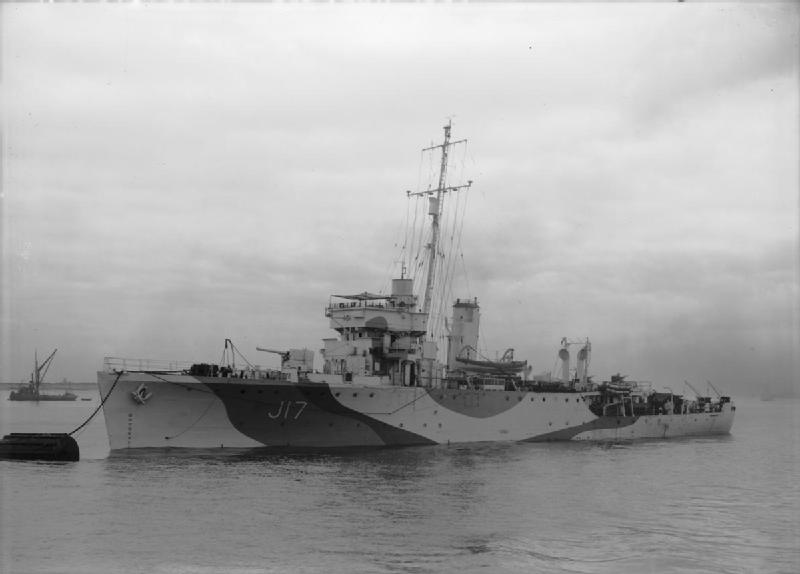
HMS Speedy en 1944

Du 25 novembre au 27 novembre, le convoi est rejoint par le croiseur lourd HMS Berwick et les destroyers HMS Offa et HMS Onslow. Ces trois navires sont remplacés par les destroyers HMS Gossamer, HMS Seagull et HMS Speedy.
Le convoi arrive sans problème.

### Sources
- (en) Cet article est partiellement ou en totalité issu de l’article de Wikipédia en anglais intitulé « Convoy PQ 4 » (voir la liste des auteurs).